# Смольне
Смо́льне (каз. Смольное) — село у складі Сандиктауського району Акмолинської області Казахстану. Входить до складу Аксоранського сільського округу.
Населення — 57 осіб (2021; 99 у 2009, 155 у 1999, 139 у 1989).
Національний склад станом на 1989 рік:
- росіяни — 100 %.